# Krutinka
Krutinka (in russo Крутинка?) è un insediamento operaio dell'oblast' di Omsk, in Russia, nella parte sud della Siberia Occidentale. È il centro amministrativo del distretto Krutinskij.
Si trova sulla sponda meridionale del lago Ik, 190 km circa a nord-ovest di Omsk.